# مزرعة مسجد بل (رودبار)
مزرعة مسجد بل (بالإنجليزية: Mazraeh-ye Masjedpol)‏ هي مستوطنة تقع في إيران في قسم رودبار الريفي.